# Henri Chrétien
Henri Jacques Chrétien (Paris, 1 de fevereiro de 1879 — Washington, D.C., 6 de fevereiro de 1956) foi um astrônomo e inventor francês.

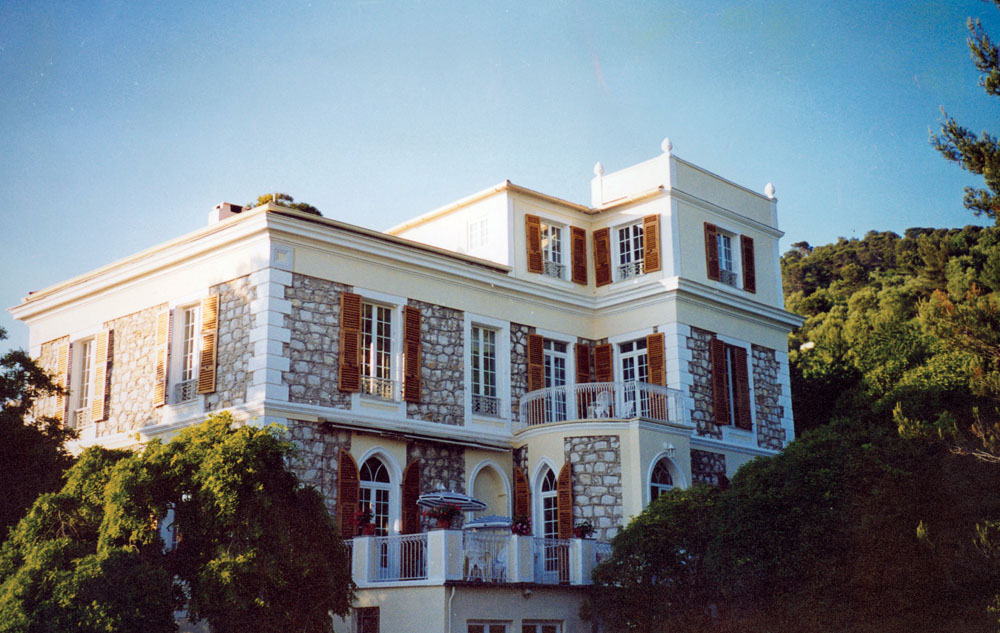
Villa Paradou, Cap Ferrat, França, onde residiu

## Publicações
- ADS NASA
- Library of Congress
- Library of Congress